# Шалена паличка
«Шалена паличка» (англ. Madwand) — фентезійний роман американського письменника Роджера Желязни, виданий 1981 року. Сиквел роману «Підміна».

## Сюжет
Пол Детсон, син лорда Дета, повернувся додому, тепер могутній чаклун з неперевершеними природними здібностями. Але Пол все ще непідготовлений талант, «шалена паличка». Щоб навчитися контролювати свої здібності, щоб правити замість свого батька, він повинен пережити важку підготовку і фантастичне посвячення в обряди суспільства.
Під час цього процесу Пол виявляє, що за ним спостерігає могутній маг. Він постійно мріє відкрити портал в інший світ, де панує темна звірина еротична магія. Зрештою його притягує до замку, зайнятого двома чарівниками, які працюють над втіленням мрії в реальність і хочуть, щоб він зайняв місце свого батька в схемі, щоб усі вони могли заново стати богами у новому світі.
Вірність Пола світу, в якому він живе та який буде знищений темним світом, змушує його чинити опір і за допомогою дракона пол зупиняє відкриття порталу. Один з його ворогів убитий, а інший тікає, відлітаючи. Він залишає після себе одяг із етикеткою «Зроблено в Гонконзі».
Сюжет роману так завершився, що передбачав продовження, але жодного продовження так і не було написано.

## Головні герої
- Пол Філс-де-Дет — син мага Дета, який вбив власного батька Мора після того, як той приніс смерть і ненависть по всій землі. Проданий незабаром після свого народження разом з Марком, повертається дорослим у свій рідний середньовічний світ, де спробує відновити чарівну паличку, яка колись належала його батькові.
- Мишка-Рукавичка — злодій, якого Пол зустрів під час повернення до батьківського замку, допомогає останньому, іноді проти його волі, у пошуках трьох частин чарівної палички свого батька.
- Ібал Шенсон — могутній чарівник похилого віку, допомагає Полу спочатку з особистої зацікавленості, а потім для блага свого світу.
- Райл Філс-де-Мерх — дуже могутній маг, колишній компаньйон Дета, батька Пола, намагається викрасти, а потім вбити останнього, щоб зірвати старі плани Дета.
- Ларік — маг, який придбав Райлу та веде магічну ініціацію Пола, але викрадає її, щоб захопити його.
- Генрі Спаєр — наймогутніший з магів, він, як і Райл, колишній компаньйон Дета. Намагається відкрити портал у світ, де магія ще сильніша, щоб виконувати божественну роль.
- Бельфанур — демон, викликаний Детом за декілька хвилин до смерті, який не встиг розкрити йому своє ім'я, а також місію, для якої він був створений, Бельфанур поступово відкриє свої прагнення, а потім свою історію, спостерігаючи за Полом у своєму поневірянні.

## Відгуки
Грег Костікян написав огляд «Шаленої палички» в журналі «Арес» № 13 і прокоментував, що «Поганий Желязни, безперечно, значно кращий за багатьох хороших інших; але Желязному доведеться попрацювати, щоб зрівнятися зі своїми попередніми книгами».